# Echthronomas facialis
Echthronomas facialis là một loài tò vò trong họ Ichneumonidae.